# FIFA U-20 월드컵
FIFA U-20 월드컵(FIFA U-20 World Cup)은 국제 축구 연맹(FIFA) 주관으로 2년마다 열리는 청소년 축구 대회이다. 각국의 20세 이하 남자 축구 대표팀이 참가한다. 이 대회는 2005년까지 FIFA 세계 청소년 축구 선수권 대회(FIFA World Youth Championship)라는 명칭으로 불리기도 하였다.

## 대륙별 예선
| 대륙별 연맹                       | 대회                             |
| --------------------------------- | -------------------------------- |
| 아시아 축구 연맹 (AFC)            | AFC U-19 축구 선수권 대회        |
| 아프리카 축구 연맹 (CAF)          | 아프리카 청소년 축구 선수권 대회 |
| 북중미카리브 축구 연맹 (CONCACAF) | CONCACAF U-20 축구 선수권 대회   |
| 남미 축구 연맹 (CONMEBOL)         | CONMEBOL U-20 축구 선수권 대회   |
| 오세아니아 축구 연맹 (OFC)        | OFC U-20 축구 선수권 대회        |
| 유럽 축구 연맹 (UEFA)             | UEFA U-19 축구 선수권 대회       |

## 역대 U-20 월드컵 결과

### FIFA 세계 청소년 축구 선수권 대회 (1977 ~ 2005)
| 회차 | 연도 | 개최국         | 결승전       | 결승전             | 결승전     | 3·4위전    | 3·4위전            | 3·4위전        |
| 회차 | 연도 | 개최국         | 우승         | 득점               | 준우승     | 3위        | 득점               | 4위            |
| ---- | ---- | -------------- | ------------ | ------------------ | ---------- | ---------- | ------------------ | -------------- |
| 1회  | 1977 | 튀니지         | 소련         | 2–2 (9–8) 승부차기 | 멕시코     | 브라질     | 4–0                | 우루과이       |
| 2회  | 1979 | 일본           | 아르헨티나   | 3–1                | 소련       | 우루과이   | 1–1 (5–3) 승부차기 | 폴란드         |
| 3회  | 1981 | 오스트레일리아 | 서독         | 4–0                | 카타르     | 루마니아   | 1–0                | 잉글랜드       |
| 4회  | 1983 | 멕시코         | 브라질       | 1–0                | 아르헨티나 | 폴란드     | 2–1 연장전         | 대한민국       |
| 5회  | 1985 | 소련           | 브라질       | 1–0 연장전         | 스페인     | 나이지리아 | 0–0 (3–1) 승부차기 | 소련           |
| 6회  | 1987 | 칠레           | 유고슬라비아 | 1–1 (5–4) 승부차기 | 서독       | 동독       | 2–2 (3–1) 승부차기 | 칠레           |
| 7회  | 1989 | 사우디아라비아 | 포르투갈     | 2–0                | 나이지리아 | 브라질     | 2–0                | 미국           |
| 8회  | 1991 | 포르투갈       | 포르투갈     | 0–0 (4–2) 승부차기 | 브라질     | 소련       | 1–1 (5–4) 승부차기 | 오스트레일리아 |
| 9회  | 1993 | 오스트레일리아 | 브라질       | 2–1                | 가나       | 잉글랜드   | 2–1                | 오스트레일리아 |
| 10회 | 1995 | 카타르         | 아르헨티나   | 2–0                | 브라질     | 포르투갈   | 3–2                | 스페인         |
| 11회 | 1997 | 말레이시아     | 아르헨티나   | 2–1                | 우루과이   | 아일랜드   | 2–1                | 가나           |
| 12회 | 1999 | 나이지리아     | 스페인       | 4–0                | 일본       | 말리       | 1–0                | 우루과이       |
| 13회 | 2001 | 아르헨티나     | 아르헨티나   | 3–0                | 가나       | 이집트     | 1–0                | 파라과이       |
| 14회 | 2003 | 아랍에미리트   | 브라질       | 1–0                | 스페인     | 콜롬비아   | 2–1                | 아르헨티나     |
| 15회 | 2005 | 네덜란드       | 아르헨티나   | 2–1                | 나이지리아 | 브라질     | 2–1                | 모로코         |

### FIFA U-20 월드컵 (2007 ~ 현재)
| 회차 | 연도 | 개최국     | 결승전                                 | 결승전                                 | 결승전                                 | 3·4위전                                | 3·4위전                                | 3·4위전                                |
| 회차 | 연도 | 개최국     | 우승                                   | 득점                                   | 준우승                                 | 3위                                    | 득점                                   | 4위                                    |
| ---- | ---- | ---------- | -------------------------------------- | -------------------------------------- | -------------------------------------- | -------------------------------------- | -------------------------------------- | -------------------------------------- |
| 16회 | 2007 | 캐나다     | 아르헨티나                             | 2–1                                    | 체코                                   | 칠레                                   | 1–0                                    | 오스트리아                             |
| 17회 | 2009 | 이집트     | 가나                                   | 0–0 (4–3) 승부차기                     | 브라질                                 | 헝가리                                 | 1–1 (2–0) 승부차기                     | 코스타리카                             |
| 18회 | 2011 | 콜롬비아   | 브라질                                 | 3–2                                    | 포르투갈                               | 멕시코                                 | 3–1                                    | 프랑스                                 |
| 19회 | 2013 | 튀르키예   | 프랑스                                 | 0–0 (4–1) 승부차기                     | 우루과이                               | 가나                                   | 3–0                                    | 이라크                                 |
| 20회 | 2015 | 뉴질랜드   | 세르비아                               | 2–1 연장전                             | 브라질                                 | 말리                                   | 3–1                                    | 세네갈                                 |
| 21회 | 2017 | 대한민국   | 잉글랜드                               | 1–0                                    | 베네수엘라                             | 이탈리아                               | 0–0 (4–1) 승부차기                     | 우루과이                               |
| 22회 | 2019 | 폴란드     | 우크라이나                             | 3–1                                    | 대한민국                               | 에콰도르                               | 1–0 연장전                             | 이탈리아                               |
|      | 2021 | 인도네시아 | 코로나19 범유행의 여파로 인하여 취소됨 | 코로나19 범유행의 여파로 인하여 취소됨 | 코로나19 범유행의 여파로 인하여 취소됨 | 코로나19 범유행의 여파로 인하여 취소됨 | 코로나19 범유행의 여파로 인하여 취소됨 | 코로나19 범유행의 여파로 인하여 취소됨 |
| 23회 | 2023 | 아르헨티나 | 우루과이                               | 1–0                                    | 이탈리아                               | 이스라엘                               | 3–1                                    | 대한민국                               |

### 국가별 수상 횟수
아래 37개국은 U-20 월드컵에서 4위 이상의 성적을 거둔 나라들이다. 아르헨티나가 6번의 우승으로 가장 우수한 성적을 거둔 나라이다. 결승 진출의 횟수는 브라질이 9번으로 가장 많다.
| 팀             | 우승                                    | 준우승                     | 3위                  | 4위                  |
| -------------- | --------------------------------------- | -------------------------- | -------------------- | -------------------- |
| 아르헨티나     | 6 (1979, 1995, 1997, 2001*, 2005, 2007) | 1 (1983)                   |                      | 1 (2003)             |
| 브라질         | 5 (1983, 1985, 1993, 2003, 2011)        | 4 (1991, 1995, 2009, 2015) | 3 (1977, 1989, 2005) |                      |
| 포르투갈       | 2 (1989, 1991*)                         | 1 (2011)                   | 1 (1995)             |                      |
| 세르비아^      | 2 (1987, 2015)                          |                            |                      |                      |
| 우루과이       | 1 (2023)                                | 2 (1997, 2013)             | 1 (1979)             | 3 (1977, 1999, 2017) |
| 가나           | 1 (2009)                                | 2 (1993, 2001)             | 1 (2013)             | 1 (1997)             |
| 스페인         | 1 (1999)                                | 2 (1985, 2003)             |                      | 1 (1995)             |
| 소련†          | 1 (1977)                                | 1 (1979)                   | 1 (1991)             | 1 (1985*)            |
| 독일#          | 1 (1981)                                | 1 (1987)                   |                      |                      |
| 잉글랜드       | 1 (2017)                                |                            | 1 (1993)             | 1 (1981)             |
| 프랑스         | 1 (2013)                                |                            |                      | 1 (2011)             |
| 우크라이나     | 1 (2019)                                |                            |                      |                      |
| 나이지리아     |                                         | 2 (1989, 2005)             | 1 (1985)             |                      |
| 이탈리아       |                                         | 1 (2023)                   | 1 (2017)             | 1 (2019)             |
| 멕시코         |                                         | 1 (1977)                   | 1 (2011)             |                      |
| 대한민국       |                                         | 1 (2019)                   |                      | 2 (1983, 2023)       |
| 카타르         |                                         | 1 (1981)                   |                      |                      |
| 일본           |                                         | 1 (1999)                   |                      |                      |
| 체코           |                                         | 1 (2007)                   |                      |                      |
| 베네수엘라     |                                         | 1 (2017)                   |                      |                      |
| 말리           |                                         |                            | 2 (1999, 2015)       |                      |
| 폴란드         |                                         |                            | 1 (1983)             | 1 (1979)             |
| 칠레           |                                         |                            | 1 (2007)             | 1 (1987*)            |
| 루마니아       |                                         |                            | 1 (1981)             |                      |
| 동독           |                                         |                            | 1 (1987)             |                      |
| 아일랜드       |                                         |                            | 1 (1997)             |                      |
| 이집트         |                                         |                            | 1 (2001)             |                      |
| 콜롬비아       |                                         |                            | 1 (2003)             |                      |
| 헝가리         |                                         |                            | 1 (2009)             |                      |
| 에콰도르       |                                         |                            | 1 (2019)             |                      |
| 이스라엘       |                                         |                            | 1 (2023)             |                      |
| 오스트레일리아 |                                         |                            |                      | 2 (1991, 1993)       |
| 미국           |                                         |                            |                      | 1 (1989)             |
| 파라과이       |                                         |                            |                      | 1 (2001)             |
| 모로코         |                                         |                            |                      | 1 (2005)             |
| 오스트리아     |                                         |                            |                      | 1 (2007)             |
| 코스타리카     |                                         |                            |                      | 1 (2009)             |
| 이라크         |                                         |                            |                      | 1 (2013)             |

* = 개최국
# = 서독 성적 포함
^ = 유고슬라비아 성적 포함
† = 소련의 성적은 현재 러시아가 계승함.

### 대륙별 최고 성적
오세아니아를 제외한 나머지 대륙은 대회 결승에 진출한 바 있다. 현재까지 남미는 11번의 우승을 하였고 그다음 유럽이 10번의 우승을 차지하였다. 또한 2009년 대회는 가나가 우승하여 아프리카에서 처음으로 우승했다. 아시아, 북아메리카는 결승에 4번 진출하였으나, 전통적 강호인 남미와 유럽의 벽에 막혀 우승 문턱에서 좌절하였다. 오세아니아는 1993년에 4위를 기록한 것이 가장 좋은 성적이다.
2회 이상 우승한 국가는 단 4개국으로 아르헨티나(6회), 브라질(5회), 포르투갈(2회), 세르비아(2회)이다.
| 연맹 (대륙)             | 수상 |
| ----------------------- | --- |
| CONMEBOL (남아메리카)   | 11회 우승 아르헨티나 (1979년, 1995년, 1997년, 2001년, 2005년, 2007년), 브라질 (1983년, 1985년, 1993년, 2003년, 2011년)                                                 |
| UEFA (유럽)             | 10회 우승 포르투갈 (1989년, 1991년), 세르비아 (1987년, 2015년), 소련 (1977년), 독일 (1981년), 스페인 (1999년), 프랑스 (2013년), 잉글랜드 (2017년), 우크라이나 (2019년) |
| CAF (아프리카)          | 1회 우승 가나 (2009년) |
| AFC (아시아)            | 준우승 카타르 (1981년), 일본 (1999년), 대한민국 (2019년) |
| CONCACAF (북중미카리브) | 준우승 멕시코 (1977년) |
| OFC (오세아니아)        | 4위 오스트레일리아 (1991년, 1993년) |

## 수상

### 골든 볼
| 토너먼트            | 골든 볼 수상          |
| ------------------- | --------------------- |
| 1977 튀니지         | 볼로디미르 베소노프   |
| 1979 일본           | 디에고 마라도나       |
| 1981 오스트레일리아 | 로물루스 가보르       |
| 1983 멕시코         | 지오반니              |
| 1985 소련           | 파울루 실라스         |
| 1987 칠레           | 로베르트 프로시네치키 |
| 1989 사우디아라비아 | 비스마르크            |
| 1991 포르투갈       | 에밀리우 페이셰       |
| 1993 오스트레일리아 | 아드리아누            |
| 1995 카타르         | 카이우                |
| 1997 말레이시아     | 니콜라스 올리베라     |
| 1999 나이지리아     | 세이두 케이타         |
| 2001 아르헨티나     | 하비에르 사비올라     |
| 2003 아랍에미리트   | 이스마일 마타르       |
| 2005 네덜란드       | 리오넬 메시           |
| 2007 캐나다         | 세르히오 아궤로       |
| 2009 이집트         | 도미니크 아디이아     |
| 2011 콜롬비아       | 엔히케 아우메이다     |
| 2013 튀르키예       | 폴 포그바             |
| 2015 뉴질랜드       | 아다마 트라오레       |
| 2017 대한민국       | 도미닉 솔란케         |
| 2019 폴란드         | 이강인                |

### 골든 슈
| 토너먼트            | 골든 슈 수상        | 골 |
| ------------------- | ------------------- | -- |
| 1977 튀니지         | 구이나              | 4  |
| 1979 일본           | 라몬 디아스         | 8  |
| 1981 오스트레일리아 | 마크 쿠사스         | 4  |
| 1983 멕시코         | 지오반니            | 6  |
| 1985 소련           | 세바스티안 로사다   | 3  |
| 1987 칠레           | 마르셀 비테체크     | 7  |
| 1989 사우디아라비아 | 올렉 살렌코         | 5  |
| 1991 포르투갈       | 세르게이 세르바코프 | 5  |
| 1993 오스트레일리아 | 헨리 잠브라노       | 3  |
| 1995 카타르         | 호세바 에체베리아   | 7  |
| 1997 말레이시아     | 아다이우통          | 10 |
| 1999 나이지리아     | 파블로 쿠냐고       | 5  |
| 2001 아르헨티나     | 하비에르 사비올라   | 11 |
| 2003 아랍에미리트   | 에디 존슨           | 4  |
| 2005 네덜란드       | 리오넬 메시         | 6  |
| 2007 캐나다         | 세르히오 아궤로     | 6  |
| 2009 이집트         | 도미니크 아디이아   | 8  |
| 2011 콜롬비아       | 엔히케 아우메이다   | 8  |
| 2013 튀르키예       | 에베네제르 아시푸아 | 6  |
| 2015 뉴질랜드       | 빅토르 코발렌코     | 5  |
| 2017 대한민국       | 리카르도 오르솔리니 | 5  |
| 2019 폴란드         | 엘링 브레우트 홀란  | 9  |

### 골든 글로브
| 토너먼트      | 골든 글로브 수상      |
| ------------- | --------------------- |
| 2009 이집트   | 에스테벤 알바라도     |
| 2011 콜롬비아 | 미카                  |
| 2013 튀르키예 | 기예르모 데 아모레스  |
| 2015 뉴질랜드 | 프레드라그 라이코비치 |
| 2017 대한민국 | 프레디 우드먼         |
| 2019 폴란드   | 안드리 루닌           |

### FIFA 페어플레이 팀 수상
| 토너먼트            | FIFA 페어플레이 팀 수상 |
| ------------------- | ----------------------- |
| 1977 튀니지         | 브라질                  |
| 1979 일본           | 폴란드                  |
| 1981 오스트레일리아 | 오스트레일리아          |
| 1983 멕시코         | 대한민국                |
| 1985 소련           | 콜롬비아                |
| 1987 칠레           | 서독                    |
| 1989 사우디아라비아 | 미국                    |
| 1991 포르투갈       | 소련                    |
| 1993 오스트레일리아 | 잉글랜드                |
| 1995 카타르         | 일본                    |
| 1997 말레이시아     | 아르헨티나              |
| 1999 나이지리아     | 크로아티아              |
| 2001 아르헨티나     | 아르헨티나              |
| 2003 아랍에미리트   | 콜롬비아                |
| 2005 네덜란드       | 콜롬비아                |
| 2007 캐나다         | 일본                    |
| 2009 이집트         | 브라질                  |
| 2011 콜롬비아       | 멕시코                  |
| 2013 튀르키예       | 스페인                  |
| 2015 뉴질랜드       | 우크라이나              |
| 2017 대한민국       | 멕시코                  |
| 2019 폴란드         | 일본                    |
| 2023 아르헨티나     | 미국                    |

## 같이 보기
- 청소년 월드컵

남자 대회
- FIFA 월드컵
- FIFA U-17 월드컵
- FIFA 클럽 월드컵
- FIFA 풋살 월드컵
- FIFA 비치사커 월드컵
- 올림픽 축구
- FIFA e월드컵

여자 대회
- FIFA 여자 월드컵
- FIFA U-20 여자 월드컵
- FIFA U-17 여자 월드컵
- 여자 올림픽 축구